# Kloster Wartenburg
Das Kloster Wartenburg war ein Kloster der Franziskaner und Bernhardiner im Wartenburg, heute Barczewo, im Ermland vom 14. bis zum 19. Jahrhundert.

## Geschichte
1364 gründete der Bischof Johann II. Stryprock von Ermland im weltlichen Territorium seines Hochstifts ein Franziskanerkloster in Wartenburg. Dieses gehörte zur Sächsischen Ordensprovinz (Saxonia). Um 1380 wurde eine neue Klosterkirche, die Kirche St. Andreas, im Stil einer Bettelordenskirche erbaut, die bis heute erhalten ist; sie hatte einen Dachreiter anstelle eines Turms. Der Chor wurde erst nach dem Brand von 1414 errichtet.
Die Wartenburger Franziskaner nahmen im 15. Jahrhundert die martinianischen Statuten an und folgten so einer gemäßigten Richtung des Franziskanerordens in der Armutsfrage. Infolge der Reformation ging das Kloster wie der meisten Niederlassungen der Saxonia um die Mitte des 16. Jahrhunderts unter. 1597 übergab Kardinal Andreas Báthory die Überreste des Klosters dem Orden der Bernhardiner, wie die Franziskaner auf Polnisch genannt werden. Die Bernhardiner führten das Kloster weiter, Die Gebäude wurden umgebaut und die Anlage erweitert.
1810 wurde das Kloster durch den preußischen Staat säkularisiert.

## Weitere Nutzung
Das Gelände wurde als Strafanstalt genutzt. 1846 brannten die ehemaligen Klausurgebäude aus und wurden 1855 abgerissen. Es wurden neue Gebäude errichtet. In dem Gefängnis war Erich Koch, der ehemalige NS-Gauleiter von Ostpreußen von 1965 bis 1986 inhaftiert. In den 1980er Jahren internierte man dort auch Oppositionelle wie die Solidarność-Mitglieder Adam Michnik, Leszek Moczulski und Władysław Frasyniuk. 
1983 wurde die Kirche St. Andreas wieder Franziskaner-Mönchen übergeben. Die Strafanstalt wird bis heute genutzt.